# Antiveduto Grammatica
Antiveduto Grammatica  foi um pintor italiano do proto-Barroco, que trabalhou em Roma. Nasceu em Siena ou Roma, em 1571 e morreu em Roma, em 1626.
De acordo com Giovanni Baglione, ganhou o nome de Antiveduto ("anunciado") porque seu pai teve uma premonição de que seu filho nasceria em uma viagem entre Siena e Roma. Foi em Roma que Antiveduto foi batizado, criado e onde desenvolveu sua carreira. Seu aprendizado com Giovanni Domenico Angelini o fez dominar a arte da pintura em pequena-escala, geralmente em cobre. Ganhou o apelido de gran Capocciante porque especializou-se em pintar homens famosos. Associou-se à Accademia di San Luca em 1593. Foi eleito para um dos cargos mais altos junto ao Cardeal Francesco Maria Del Monte, um dos protetores da Academia. 